# Allenby-Brücke

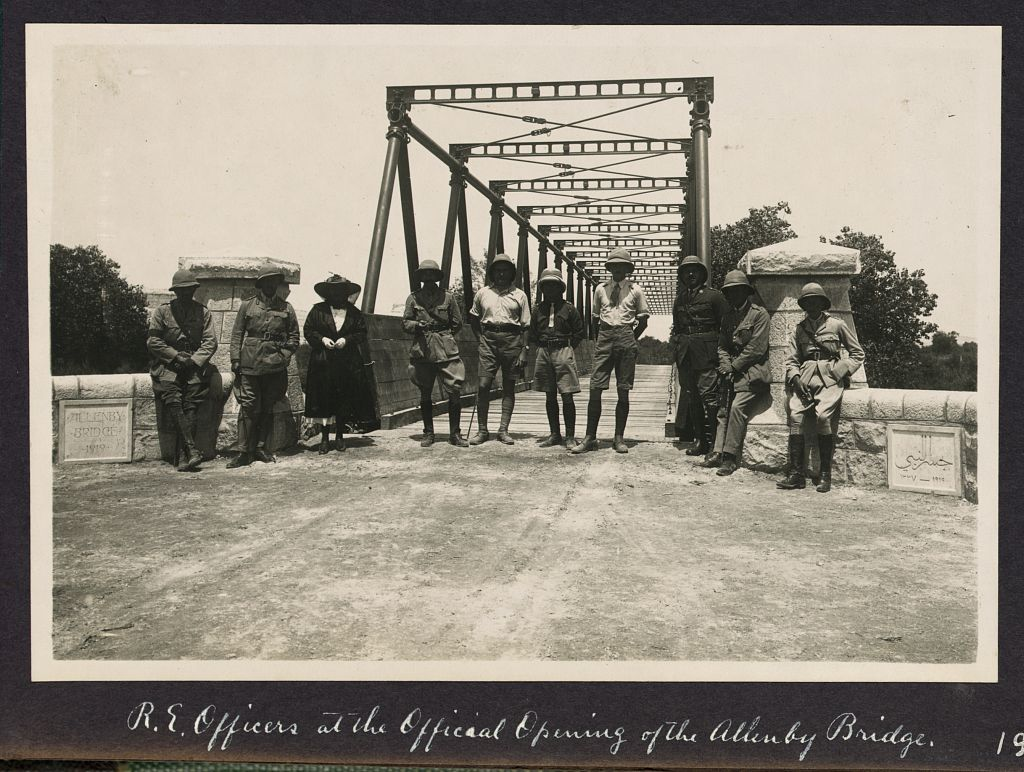
Eröffnung der Brücke im Jahr 1918

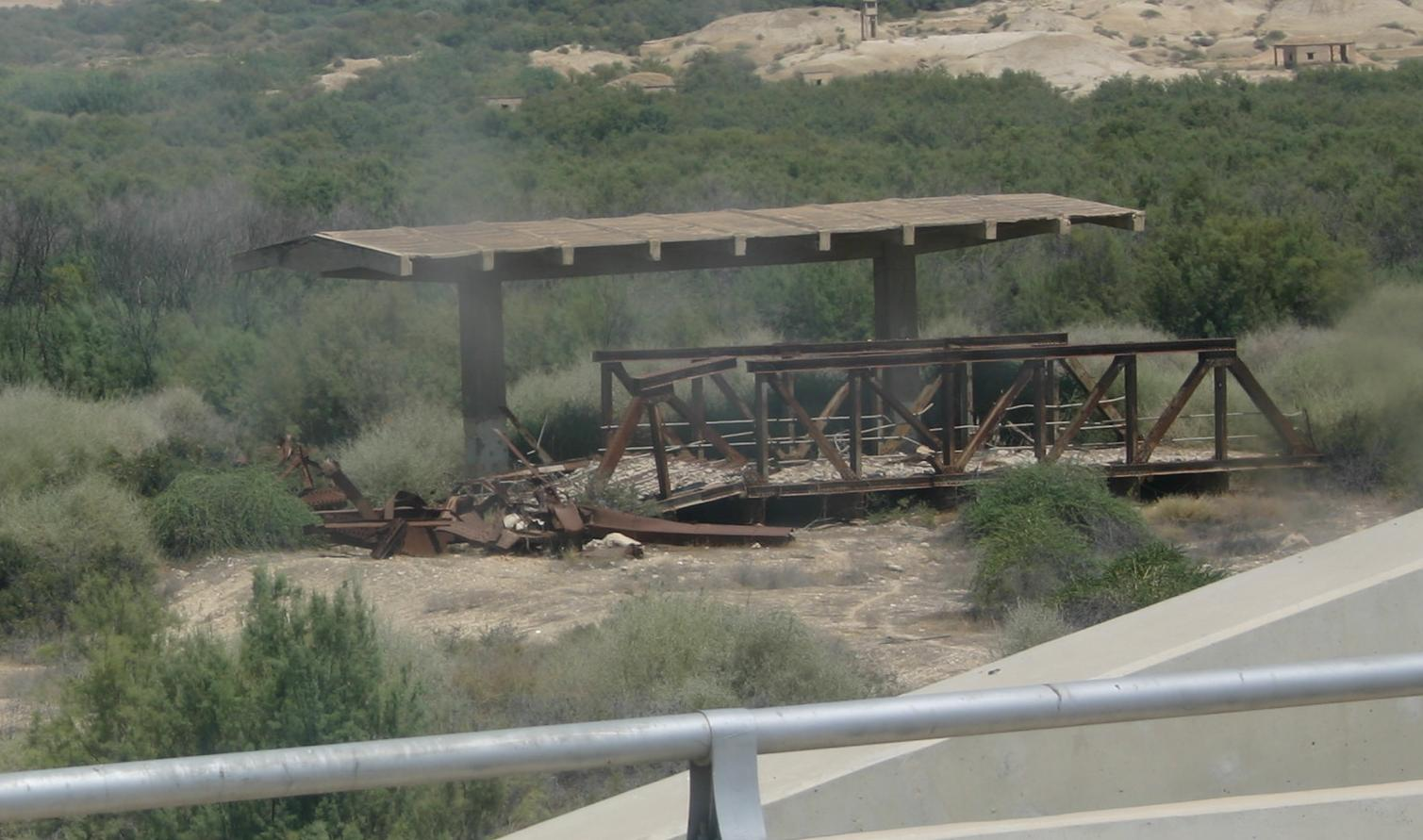
Die Reste der alten Brücke 2011

Die Allenby-Brücke (hebräisch גשר אלנבי, Gescher Allenbi), auch bekannt als die König-Hussein-Brücke (arabisch جسر الملك حسين Dschisr al-Malik Husain, DMG Ǧisr al-Malik Ḥusain), ist eine Brücke, die den Fluss Jordan überspannt und Jericho im Westjordanland mit dem Königreich Jordanien verbindet. Es ist zurzeit der einzige Grenzübergang vom Westjordanland nach Jordanien.

## Geschichte
Die historisch originale Brücke wurde 1918 im Auftrag des britischen Generals Edmund Allenby auf den Resten einer alten Osmanen-Brücke gebaut. In der Nacht zum 16. Juni 1946 wurde sie von der Palmach zerstört. Nach der erneuten Zerstörung im Sechstagekrieg wurde die Brücke 1968 provisorisch wiederaufgebaut. Anfang dieses Jahrhunderts wurde mit japanischer Finanzierung neben der alten einspurigen die neue vierspurige König-Hussein-Brücke aus Beton errichtet. Die alte Allenby-Brücke wurde nicht erhalten und verfällt immer mehr.

## Brückennamen
Die Brücke wird von den Israelis Allenby-Brücke genannt. Die offizielle Bezeichnung in Jordanien ist König-Hussein-Brücke, während der palästinensische Name Al-Karameh-Brücke lautet – nach dem nächstgelegenen arabischen Ort.

## Lage
Die Brücke liegt in einem heiklen Grenzgebiet, weshalb die Anlagen zur Grenzabfertigung nicht mit denen eines europäischen Grenzübergangs zu vergleichen sind. Auf jordanischer Seite liegen die Abfertigungshallen außerhalb des Grenzstreifens in vier Kilometern Entfernung zur Brücke. Dort ist der Terminal offen erreichbar, die Zufahrtsstraße ist Sperrgebiet.
Auf israelischer Seite befinden sich die Anlagen dagegen drei Kilometer im Grenzstreifen. Die Zufahrt dorthin ist nur nach einer ersten Vorkontrolle bei der Abzweigung von der Hauptstraße möglich. Danach erfolgt eine weitere Kontrolle vor dem Terminalparkplatz. Die Brücke liegt dann nicht weit vom Terminal. Das Areal ist unter ständiger militärischer Überwachung, auch wenn im Terminal keine Soldaten mehr für die Abfertigung zuständig sind.

## Warenverkehr
Über diesen Übergang geht der gesamte Gütertransport zwischen dem Westjordanland und Jordanien. Der Transport zwischen dem Terminal Jericho in Israel und dem jordanischen Terminal erfolgt mit eigenen Zugmaschinen, die aus Sicherheitsgründen fast ihrer kompletten Verkleidung beraubt wurden (green trucks).

## Grenzübertritt für Personen

Belege vom Grenzübertritt

Nachdem der Grenzübergang nicht nach Israel, sondern in besetztes Gebiet führt, gelten für ihn andere Bestimmungen als für die übrigen. Benutzen dürfen ihn nur Palästinenser, Ostjerusalemer und Ausländer, nicht jedoch israelische Staatsbürger. Sie können nur über die Übergänge Arava bei Eilat und Scheich-Hussein-Brücke bei Bet Shean nach Jordanien gelangen. Sonderregelungen gibt es für Diplomaten u. Ä., die sogar mit dem Auto über die Brücke dürfen (z. B. die Patriarchen von Jerusalem). Seit der Zweiten Intifada ist Palästinensern die Benutzung des Flughafens Tel Aviv nur mit schwer zu erhaltender Sondergenehmigung erlaubt. Daher sind sie gezwungen, für Auslandsreisen den Landweg zum Queen Alia International Airport zu nehmen. Die Abfertigung erfolgt je nach Staatsbürgerschaft in verschiedenen Gruppen, was gemischten Familien Probleme bereiten kann. Auf beiden Seiten werden Palästinenser mit neuer Staatsbürgerschaft nicht als Ausländer behandelt, wenn sie einmal einen palästinensischen Personalausweis gehabt haben.
Wegen der hohen Temperaturen und der oft langen Wartezeiten in den Bussen ist der Grenzübertritt anstrengend und dauert mehrere Stunden. Während der Übergang früher ständig geöffnet war, konnte er während der Zweiten Intifada nur stundenweise oder nur tagsüber passiert werden.

### Grenzdokumente

Palästinensische Ausreisekarte

Jordanien vergibt an dieser Grenze kein Visum. Man muss ein solches schon vorher besorgt haben bzw. bekommt es bei der Ausreise aus Jordanien. Wer Jordanien über die Brücke verlässt, darf wieder über diese zurück. Dies geschieht mittels EDV-Eintrag bei der Ausreise aus Jordanien, im Pass findet man keinen Stempel, nur ein Etikett mit Strichcode.
Nach Jordanien ausreisende Palästinenser benötigen entweder einen palästinensischen Pass oder eine Ausreisekarte. Dieses im Volksmund „Tasrich“ (Passierschein) genannte Papier ist eine Abschrift des Personalausweises mit einem Feld zum Stempeln. Oft kommt es vor, dass ein neu ausgestellter palästinensischer Pass noch nicht in der israelischen EDV gespeichert ist und die Personen nach Jericho zurückgeschickt werden, um sich eine Ausreisekarte zu besorgen. Für die Rückkehr ist der Stempel im Ausreisedokument notwendig. Während der Zweiten Intifada und der Irak-Kriege benötigten Palästinenser bei der Einreise Garantieerklärungen von jordanischen Staatsbürgern. Momentan ist dies nicht mehr der Fall, stattdessen sind nun 10 JOD an Einreisesteuer zu bezahlen.
Für die Einreise nach Israel benötigen Touristen die gleichen Dokumente wie an den internationalen Übergängen. Das Ausfüllen eines Datenblattes ist seit mehreren Jahren nicht mehr notwendig. Palästinenser müssen den Stempel ihrer letzten Ausreise vorweisen (Pass, Ausreisekarte).
Hat Israel Sicherheitsbedenken, wird Palästinensern die Ausreise verwehrt. Ohne Vorwarnung wurden Personen ohne Angabe von Gründen abgewiesen. Nach Beschwerde verschiedener Gruppen wurde dies verbessert. Auf der Homepage des Terminals wird jetzt eine Telefonnummer angeführt, bei der man sich schon vorab über ein mögliches Ausreiseverbot gegen seine Person informieren kann. Menschenrechtsorganisationen berichten auch von Fällen, wo die Ausreisegenehmigung vom Willen zur Zusammenarbeit mit dem Inlandsgeheimdienst abhängig gemacht wurde. Andere Personen wurden bei der Ein- oder erst bei der Ausreise festgenommen und verhört oder wegen abgelaufener Papiere nicht mehr ins Land gelassen.

### Von Jordanien ins Westjordanland

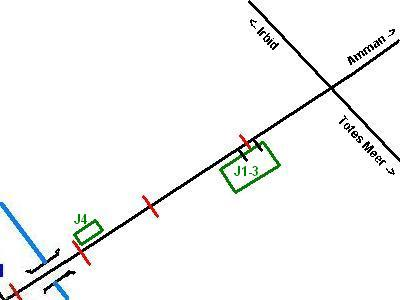
Schematische Darstellung der jordanischen Seite

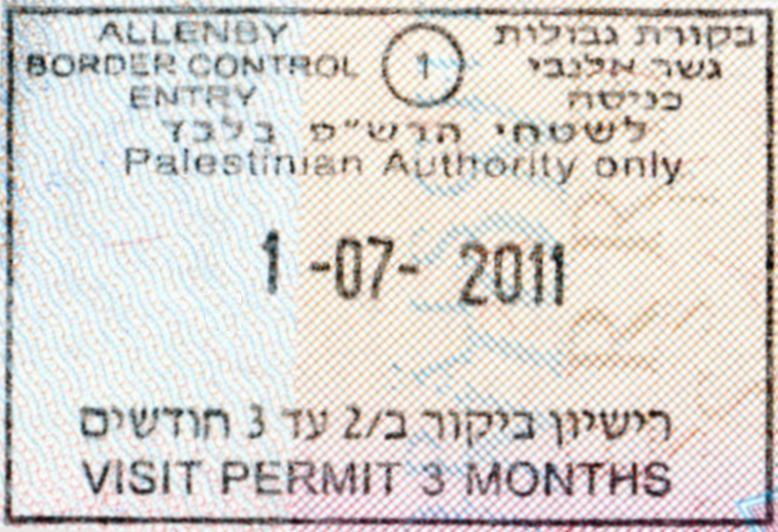
Touristenvisum, das nur den Aufenthalt in den Palästinensergebieten erlaubt

Der Terminal liegt im Gemeindegebiet von al-Balqa direkt an der Straße und kann mit dem Taxi erreicht werden. Das Gepäck wird nach der Ankunft durchleuchtet und man begibt sich in die entsprechende Halle (J1-3). Die Abfertigung der Reisenden erfolgt in drei Gruppen: Ausländer, Araber und VIP-Service.
Nach der Passkontrolle muss jede Gruppe in einem Bus einer jordanischen Firma 4 km durch den Grenzstreifen und über die Brücke fahren (ca. 8.50 JD, mit einem Koffer). Je nach aktueller Gesetzeslage kann eine Ausreisesteuer eingehoben werden. Die Ausreisesteuer betrug für Ausländer 2013 8 JD, im Sommer 2014 wurde keine eingehoben, nachdem die Visagebühren verdoppelt worden waren. Das teure (40–70 US$) VIP-Service erledigt die Grenzformalitäten und arbeitet mit Kleinbussen, die Wartezeit ist daher geringer. „Gemischte“ Familien können eventuell mit Erlaubnis des diensthabenden Offiziers gemeinsam den Bus für Araber benutzen. Dies muss bei der Passkontrolle bekannt gegeben werden.
Auf der anderen Seite der Brücke (Z2) mussten früher alle Insassen den Bus kurzzeitig verlassen und dürfen diesen nach einer Vorkontrolle durch israelische Soldaten wieder besteigen. Momentan ist dies nicht mehr der Fall.
Am Terminal (I3) muss das gesamte Gepäck zur Kontrolle abgegeben werden. Pass und Gepäck werden durch Nummern-Aufkleber miteinander verknüpft. Danach erfolgt die Personenkontrolle mit Metalldetektor, Handgepäckdurchleuchtung und bei Bedarf auch mit einem speziellen Analysator, mit dem Mobilgeräte und Taschen kontrolliert werden. Danach erfolgen Passkontrolle und Registrierung durch die Polizei. Ausländer erhalten dort normalerweise das reguläre Touristenvisum für ganz Israel für 3 Monate. Ehegatten von Palästinensern gewährt man manchmal nur kürzere Zeiten oder ein spezielles Visum, das nur zum Aufenthalt in den palästinensischen Autonomiegebieten berechtigt (Stempel „Palestinian Authority only“). Nach diesen Einreiseformalitäten erreicht man über das letzte Kontrolltor die Ankunftshalle, wo man sein Gepäck, das inzwischen durchleuchtet wurde, (oft lange) suchen muss. Daher markieren viele ihre Koffer mit auffälligen Farben. Bei Problemen mit dem Gepäck wird der Besitzer anhand der Nummer festgestellt und muss persönlich bei der Kontrollstelle vorstellig werden und das Gepäckstück selbst öffnen. Eventuell wird sogar ein Polizist beigezogen.
Vor dem Gebäude kann man danach entweder mit einem israelischen Taxi in alle Richtungen oder mit einem palästinensischen Autobus zum Grenzterminal nach Jericho fahren. Dort führt die Autonomiebehörde nochmals eine Gepäck- und Passkontrolle durch.
Für organisierte Touristen- und Mekka-Pilgergruppen gibt es eine eigene Prozedur: Sie dürfen mit ihrem jordanischen Bus bis zu einer eigenen Ankunftshalle (I4) im israelischen Terminal fahren und dort nach der Abfertigung ihren israelischen Bus besteigen.

### Vom Westjordanland nach Jordanien

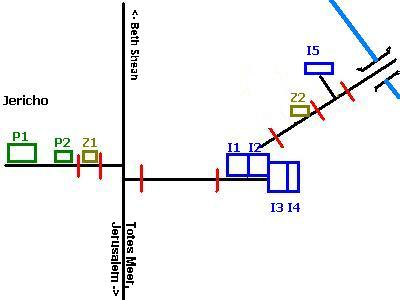
Schematische Darstellung der israelischen Seite

Palästinenser müssen zuerst zum neuen, von Japan finanzierten, Terminal (P1) nach Jericho kommen. Dort müssen sie die Ausreisesteuer bezahlen (153 ILS pro Person über 2 Jahren) und werden nach der Passkontrolle in einen Bus gesetzt, der vorbei an der alten Grenzkontrollstelle (P2) zu einem israelischen militärischen Kontrollposten (Z1) an der Grenze des Autonomiegebietes fährt. Alle Reisenden mussten früher ohne Gepäck durch einen Metalldetektor gehen (das Handgepäck wurde nicht überprüft) und in einen anderen Bus umsteigen. Die ist momentan nicht mehr notwendig. Während die Personen zum Terminal gebracht werden, wird das Gepäck direkt nach Jordanien gebracht. Früher wurde es im Niemandsland vor der Brücke (I5) abgeladen. Touristen und Palästinenser aus Ostjerusalem dürfen mit einem Taxi direkt zum israelischen Terminal fahren. Eine Gepäckkontrolle erfolgt nicht. An der Zufahrtsstraße bei der Abzweigung von der Nationalstraße  befindet sich die erste Kontrollstelle. Bis zum Terminal sind es dann 3 km durch den Grenzstreifen.
Hier trennten sich die Gruppen wieder: Palästinenser mussten durch eine eigene Abfertigungshalle (I2) zur Passkontrolle und zu palästinensischen Bussen. Diese fuhren zur Stelle (I5), wo das unbeaufsichtigte Gepäck gesucht und abgeholt werden kann, und dann weiter zur Ankunftshalle in Jordanien.
Ostjerusalemer und Touristen hatten eine eigene Abfertigungshalle (I1).
Nun wurden diese Hallen zusammengelegt, sodass die Passabfertigung gemeinsam erfolgt, nur dass Touristen dort die Ausreisesteuer (175 ILS pro Person über 2 Jahren zzgl. 5 ILS Bearbeitungsgebühr pro Transaktion) bezahlen müssen. Nach der Abfertigung werden die Gruppen jedoch wieder in zwei verschiedene jordanische Busse gesetzt. Diese fahren dann über die Brücke zur Ankunftshalle für Touristen bzw. Araber. Mit dem VIP-Service erspart man sich das Warten auf die Abfahrt des Busses, da vor allem Ausländer lange warten müssen, bis genügend Fahrgäste zusammengekommen sind. „Gemischte“ Familien können gemeinsam von Jericho wegfahren. Am Terminal gestattet man den ausländischen Angehörigen eventuell nach Erledigung der Formalitäten in I1 die gemeinsame Fahrt mit dem „Palästinenser-Bus“. Nach der Brücke (J4) erfolgt eine Vorkontrolle durch die jordanische Polizei, zu der die Reisepässe abgesammelt werden. Nach der Ankunft am Terminal wird das Gepäck durchleuchtet. Die Einreise nach Jordanien (Pass- und Gepäckkontrolle) geht ziemlich schnell.

### Vorkommnisse
Zwischenfälle an dieser Grenze sind sehr selten.
Nachdem Israel am 14. März 2006 das Gefängnis von Jericho gestürmt hatte, wurde der Grenzübergang ohne Vorwarnung geschlossen. Auf dem Weg befindliche Busse wurden zurückgeschickt. Der Übergang wurde erst zwei Tage später wieder geöffnet.
Am 10. März 2014 wurde der 38-jährige jordanische Richter Raed Zueter während des Grenzübertritts beim Kontrollposten (Z2) unter widersprüchlichen Umständen erschossen. Dies führte zu Protesten in Jordanien, und die Regierung Israels entschuldigte sich tags darauf.
Nach der Entführung dreier jüdischer Schüler im Juni 2014 wurde allen männlichen Bewohnern von Hebron im Alter zwischen 16 und 50 die Ausreise über die Brücke verboten.